# Savoyai-ház
A Savoyai-ház vagy Savoyai-dinasztia a 11–20. században Savoyában és Itáliában uralkodó család. Alapítója I. Humbert (Umbertó) (?970–?1050), aki létrehozta a Savoyából és Piemontból álló észak-itáliai államot. A dinasztia tagjai a savoyai grófság, majd hercegség (1416–1720), később a Szárd Királyság (1720–1860), végül az Olasz Királyság (1860–1946) uralkodói voltak. A dinasztiából utolsóként II. Umbertó olasz király uralkodott (1946), akit az Olasz Köztársaság létrejöttekor lemondattak.
1861-től 1946-ig Olaszország királyi családja volt. Már a középkorban kiterjedt birtokaik voltak a nyugati Alpoknak abban a térségében, ahol a mai Franciaország, Olaszország és Svájc találkozik. A család a 15. században német-római birodalmi hercegi rangra emelkedett, majd a 18. században a spanyol örökösödési háború eredményeként 1713-ban megkapta a Szicília királyának címét. 1720-ban ezt elvesztette, helyette a Szardíniai (Szárd) Királyság uralkodója lett. A dinasztia fontos szerepet játszott Itália egyesítésében.

## Története
A Savoyai-ház alapítójának a valószínűleg burgundiai eredetű I. Fehérkezű Humbertet tartják, aki a 11. század közepe táján kezében tartotta Savoya grófságát, valamint a Rhône folyótól keletre és a Genfi-tótól délre fekvő más területeket. Utódai fokozatosan növelték Savoya területét. V. („Nagy”) Amadé (ur. 1285–1323) vezette be a frank időkből származó száli örökösödési jogot és az elsőszülöttségi törvényt, hogy elkerülje a birtokállomány későbbi felaprózódását. VI. („Zöld”) Amadé (ur. 1343–1383) újabb területeket szerzett, és meg is szilárdította fölöttük a dinasztia uralmát. VII. („Vörös”) Amadé (ur. 1383–1391) a nizzai őrgrófság és központja, a fontos kikötő megszerzésével gyarapította az államot. VIII. („Békés”) Amadé (ur. 1391–1440) idején csatolták végleg Savoyához Piemontot, az Alpok itáliai oldalán fekvő gazdag őrgrófságot, miután csaknem két évszázadon át a család egyik oldalágának birtoka volt. A birodalmi hercegi címet VIII. Amadé nyerte el 1416-ban Luxemburgi Zsigmond német-római császártól.
Miután egyetlen fia, Savoyai Hugó ciprusi királyi herceg kiskorában elhunyt, valamint a fogadott fia, Aragóniai Alfonz, I. Ferdinánd nápolyi király természetes fia révén nem tudta visszaszerezni a trónját, I. Sarolta ciprusi királynő 1485-ben örökösödési szerződést kötött unokaöccsével, I. Károly savoyai herceggel, I. Janus ciprusi király dédunokájával, amelyben a trónfosztott királynő évjáradék fejében a Savoyai-házra hagyta a ciprusi, jeruzsálemi és örmény királyi címét. Sarolta halála (1487) után a Savoyai-ház mindenkori feje viselte a Ciprus, Jeruzsálem és Örményország királya címeket egészen 1946-ig, II. Umbertó olaszországi trónfosztásáig.

Itália 1494-ben

Itália 1796-ban

Itália 1843-ban

A 15. század végén és a 16. század elején gyenge kezű uralkodók követték egymást a trónon, így a család befolyása erősen csökkent; a mélypontnak Savoya francia megszállása tekinthető (1536–1559), a vallásháborúk idején. 1559-ben azonban Emánuel Filibert (ur. 1553–1580) a cateau-cambrésis-i béke értelmében visszaszerezte Savoya nagy részét. Ő helyezte át uralkodói székhelyét jó érzékkel az Alpok olasz oldalán fekvő Torinóba. A következő évszázadban a Savoya hercegei folytatták területszerző politikájukat, s a nemzetközi politikában is megőrizték önálló szerepüket, azáltal, hogy ügyesen manővereztek a két nagy ellenfél, a Francia Királyság és a Habsburg Birodalom között. Bár eredeti savoyai törzsterületeik egy része a 17. század második felére francia uralom alá került, a korszak elhúzódó háborúiból a dinasztia végül nagy nyereséggel került ki.
A spanyol örökösödési háborút lezáró utrechti békében (1713) a nagyhatalmak királyi rangra emelték II. Viktor Amadét (ur. 1675–1730), aki Szicília uralkodója lett. Szicíliát azonban 1718-ban V. Fülöp spanyol király – felmondva az utrechti békeszerződést – fegyverrel elragadta az újdonsült királytól. Az emiatt kirobbant háború után, felismerve a területegyesítési és kormányzási realitásokat, II. Viktor Amadé 1720-ban elfogadta hűbérurától, VI. Károly német-római császártól a Szicíliáért cserébe felajánlott Szardíniát. A következő évtizedekben a Savoyaiak, hasonló megfontolásokból, további fontos területek megszerzésére törekedtek Északkelet-Itáliában.
A francia forradalom és a napóleoni háborúk idején (1792–1815) csupán Szardínia szigete kerülte el a francia megszállást, de 1815-ben, a bécsi kongresszuson I. Viktor Emánuel (ur. 1802–1821) nemcsak korábbi birtokait kapta vissza, hanem a liguriai tengerpartot is államába olvaszthatta, noha ennek előző gazdáját, a Genovai Köztársaságot is a korábbi közös ellenfél, Napóleon számolta fel.
Az olasz nemzeti újjáéledési mozgalom, a Risorgimento kezdetén a Szárd-Piemonti Királyság volt az egyetlen itáliai állam, amely mentes volt az idegen befolyástól, és viszonylag számottevő katona erővel rendelkezett. A liberális és alkotmányos szellemű 1821. évi forradalom következtében az abszolutistává lett I. Viktor Emánuel kénytelen volt átengedni a trónt öccsének, Károly Félixnek.
Károly Félix király 1831-ben bekövetkezett halála után a korona a család Carignano-ágára szállt, az innen származó első uralkodó Károly Albert volt. Az óvatos alaptermészetű uralkodó 1848-ban még inkább kényszerűségből adott modern alkotmányt (parlamentáris államberendezkedés) népének. Ám hamarosan felismerte, hogy a nemzeti célokat saját dinasztikus érdekeinek szolgálatába állíthatja, ezért vállalta az 1848–49. évi első függetlenségi háborúban az osztrák hatalom elleni harc vezetését. A kaland azonban súlyos katonai vereségeket hozott, Károly Albertnek száműzetésbe kellett vonulnia.
Fia és utódja, II. Viktor Emánuel (ur. 1849–1878, olasz király 1861-től) azonban már uralkodásának kezdetétől aktívan támogatta miniszterelnökét, Cavour grófot, aki az olasz egységet ténylegesen megvalósító bel- és külpolitikát folytatott. Terveinek megvalósításához megnyerte III. Napóleon francia császár támogatását, így az 1859-es a szárd–francia–osztrák háborúban elért francia katonai győzelem nyomán a Habsburg Birodalom kiszorult Észak-Itália legnagyobb részéből. A segítségért cserébe II. Viktor Emánuel átengedte Franciaországnak a Savoyaiak ősi szállásterületét, a Savoyai Hercegséget. Délen Giuseppe Garibaldi felkelése megdöntötte a Bourbon-ház monarchiáját, így 1861-ben Viktor Emánuel személyében a Savoyai-dinasztia foglalhatta el az újonnan kikiáltott, egységes Olasz Királyság trónját.
1866-ban Poroszország alkalmi szövetségeseként az új olasz állam belépett a porosz–osztrák–olasz háborúba. Harctéri vereségei ellenére megkapta Veneto tartományt. 1870-ben, kihasználva a Francia Császárság háborús lekötöttségét, elfoglalta Rómát, megdöntötte és bekebelezte a pápai államot. A terjeszkedő monarchia 1915-ben belépett az első világháborúba, az Osztrák–Magyar Monarchia összeomlása nyomán megszerezte Dél-Tirolt is.
Az új államban, a modern alkotmányos monarchiák gyakorlatát követve, az olasz király sem kormányzott, „csak” uralkodott, de válsághelyzetekben kulcspozícióban volt, és kezében tartotta a politikai döntés lehetőségét. I. Umbertó 1878-ban követte apját Olaszország trónján, ám egy anarchista merényletben életét vesztette 1900-ban. Utóda, az első világháború győztesei közé kerülő III. Viktor Emánuel (ur. 1900–1946) viszont a fasiszta rezsim bábja lett, így hiába mondott le 1946-ban a trón megmentése érdekében fia, II. Umbertó javára, az 1946. június 2-án tartott népszavazás a köztársaság mellett döntött, s ezzel véget ért a Savoyai-ház uralma.

## Uralkodók

### Savoyai Hercegség
Lásd még: Savoyai Hercegség, Savoya uralkodóinak listája
- VIII. Amadé savoyai gróf, herceg, római katolikus ellenpápa(1383–1451)  ∞ Burgundi Mária
  - I. Lajos savoyai herceg (1413–1465) ∞ Ciprusi Anna
    - IX. Amadé savoyai herceg (1435–1472) ∞ Franciaországi Jolánta
      - I. Filibert savoyai herceg (1465–1482) ∞ nem házasodott meg
      - I. Károly savoyai herceg (1468–1490) ∞ Bianca di Montferrato
        - Károly János Amadé savoyai herceg (1490–1496) ∞ nem házasodott meg

    - II. Fülöp savoyai herceg (1438–1497) ∞ Marguerite de Bourbon, majd Claudine de Brosse
      - II. Filibert savoyai herceg (1480–1504) ∞ Savoyai Jolánta Lujza, majd Ausztriai Margit
      - III. Károly savoyai herceg (1486–1553) ∞ Portugáliai Beatrix
        - Emánuel Filibert savoyai herceg (1528–1580) ∞ Franciaországi Margit
          - I. Károly Emánuel savoyai herceg (1562–1630) ∞ Spanyolországi Katalin Mihaéla
            - I. Viktor Amadé savoyai herceg (1587–1637) ∞ Franciaországi Krisztina
              - Ferenc Jácint savoyai herceg (1632–1638) ∞ nem házasodott meg
              - II. Károly Emánuel savoyai herceg (1634–1675) ∞ Maria Giovanna Battista di Savoia
                - II. Viktor Amadé savoyai herceg (1666–1732) ∞ Orléans-i Anna Mária

### Szárd Királyság
Lásd még: Szárd Királyság, Szárd–piemonti királyok listája
- I. Károly Emánuel savoyai herceg (1562–1630) ∞ Spanyolországi Katalin Mihaéla
  - I. Viktor Amadé savoyai herceg (1587–1637) ∞ Franciaországi Krisztina
    - II. Viktor Amadé savoyai herceg, szárd király (1666–1732) ∞ Orléans-i Anna Mária
      - III. Károly Emánuel szárd király (1701–1773) ∞ Polyxena von Hessen-Rotenburg
        - III. Viktor Amadé szárd király (1726–1796) ∞ Spanyolországi Mária Antonietta
          - IV. Károly Emánuel szárd király (1751–1819) ∞ Franciaországi Mária Klotild
          - I. Viktor Emánuel szárd király (1759–1824) ∞ Habsburg–Estei Mária Terézia
          - Károly Félix szárd király (1765–1831) ∞ Bourbon–Szicíliai Mária Krisztina

  - Tamás Ferenc carignanói herceg (1596–1656) ∞ Marie de Bourbon-Soissons
    - Emánuel Filibert carignanói herceg (1628–1709) ∞ Maria Angela Caterina d'Este
      - I. Viktor Amadé carignanói herceg (1690–1741) ∞ Maria Vittoria Francesca di Savoia
        - Lajos Viktor carignanói herceg (1721–1778) ∞ Christine von Hessen-Rotenburg
          - II. Viktor Amadé carignanói herceg (1743–1780) ∞ Joséphine Thérèse de Lorraine
            - Károly Emánuel carignanói herceg (1770–1800) ∞ Maria Christina von Sachsen
              - Károly Albert carignanói herceg, szárd király (1798–1849) ∞ Habsburg–Toscanai Mária Terézia
                - II. Viktor Emánuel szárd király, olasz király (1820–1878) ∞ Habsburg–Lotaringiai Mária Adelheid

### Olasz Királyság
Lásd még: Olasz Királyság, Olasz királyok listája
- II. Viktor Emánuel olasz király (1820–1878) ∞ Ausztria–Lotaringiai Mária Adelheid
  - I. Umbertó olasz király (1844–1900) ∞ Savoya–Carignanói Margit
    - III. Viktor Emánuel olasz király (1869–1947) ∞ Kneginja Jelena Petrović-Njegoš
      - II. Umbertó olasz király (1904–1983) ∞ Belgiumi Mária Jozefa

## Fordítás
- Ez a szócikk részben vagy egészben  a   House of Savoy című angol Wikipédia-szócikk fordításán alapul.  Az eredeti cikk szerkesztőit annak laptörténete sorolja fel. Ez a jelzés csupán a megfogalmazás eredetét és a szerzői jogokat jelzi, nem szolgál a cikkben szereplő információk forrásmegjelöléseként.